# XP-60 (航空機)
XP-53 / XP-60
飛行するXP-60D-CU 41-19508号機 (撮影年不詳)
- 用途：戦闘機
- 分類：陸上戦闘機
- 製造者：カーチス・ライト社
- 運用者：アメリカ陸軍航空軍
- 初飛行：1941年9月18日（XP-60）
- 生産数：5機[1]
- 退役：1944年12月22日（開発中止）
- 運用状況：未就役
- ユニットコスト：888万米ドル[2]
- 原型機：XP-46

XP-60 / YP-60（Curtiss-Wright XP-60 / YP-60 ）は、アメリカ合衆国のカーチス・ライト社（以下カーチス）が開発した試作戦闘機。
当初XP-53として開発されたが、名称を変えて試作機が製作された。YP-60として増加試作が行われた型もあったが、開発時のトラブルが多く、性能も同時期に開発されたP-47やP-51に及ばず採用されなかった。

## 概要
カーチス社が第二次世界大戦中、自社製戦闘機P-40の後継機として開発した機体である。諸般の事情から、様々なエンジンを搭載した型が作られた。5機のXP-60から、XP-60A・XP-60B・XP-60C・XP-60D・XP-60E・YP-60Eの6つの型が開発されたが、外見等がP-40と全く似ていない型もあった。いずれも性能が特筆すべきものではなく開発中止となった。

## 開発経緯

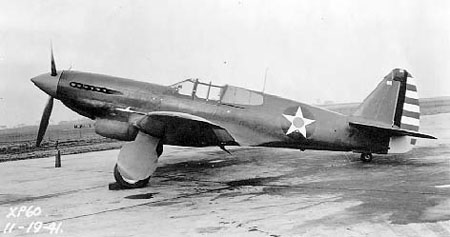
マーリン28型を搭載したXP-60

カーチスがアメリカ陸軍航空隊へ最初に提案した設計はP-40を基にしつつ、層流翼とコンチネンタル・モータース製IV-1430（液冷式倒立V型エンジン）を採用し、翼内に8挺の12.7mm機銃を搭載しているものだった。この提案は受諾され、1940年10月1日にXP-53として2機の試作機の発注が行われた。
その6週間後、陸軍は試作2号機のエンジンをロールス・ロイス製マーリンへと変更するように指示し、それには改めてXP-60の名称が与えられた。エンジンがIV-1430から変更になったことで胴体の設計は見直され、P-40では後方に引き込まれていた脚は内側に引き込むように変更された。こうしてマーリン28型（出力約1,300hp）を搭載して完成した試作機は1941年9月18日に初飛行し、611km/hの最高速度をマークした。一方、XP-53として製作された1号機はXP-60用の地上テスト機として用いられた。
しかしマーリンはP-51に優先的に供給されることが決定され、P-60の量産型にはゼネラル・エレクトリック製B-14型ターボチャージャー付のアリソン製V-1710-75を使うこととし、1941年10月に1,950機の量産契約が結ばれた。

## 試験・評価
XP-60の原型機は初飛行には成功したものの、試験は順調に進まなかった。層流翼の表面仕上げの問題やエンジンスペックが公称よりも低かったことから予定された性能が発揮できず、さらに降着装置の問題まで発生していた。この結果、P-60の開発は1941年12月20日にひとまず中止され、1942年1月2日に契約内容が変更されることになった。この契約は、それまで開発していた試作機と同等仕様であるXP-60Aを1機、XP-60Aのターボチャージャーをライト製SU-504-1に換装したXP-60Bを1機、エンジンを大型のクライスラー製XIV-2220に換装したXP-60Cを1機生産するというものであった。さらにカーチスを財政危機に陥らせないため、陸軍はP-40を1,400機、P-47を2,400機、P-62を100機ずつ生産させることにした。
XP-60Cに導入予定であったクライスラーのエンジンは完成する見通しが結局立たず、もし導入できたとしても機首前方の重量増加をバランスするために尾部に数百キログラムの鉛を仕込まなければならないことがわかり、プラット・アンド・ホイットニー製R-2800（出力約2000hp）にエンジンを変更することが決定された。また同時期、最初に製作されたXP-60の試作機のエンジンをマーリン61型に換装し、垂直尾翼を拡大した機体が試験的に製作されたが、これはXP-60Dとして登録された。
XP-60Aは1942年11月1日に初飛行した。1942年の夏頃には陸軍のP-60に対する期待は薄れていたが、R-2800にエンジンを換装することで性能が向上するのではないかと目され、結果的に二重反転プロペラとR-2800を搭載した機体をP-60A-1-CUとし、500機の製造契約を結ぶこととなった。また二重反転プロペラが失敗したときの保険として、カーチスでは単層の4翅プロペラを装備したXP-60Eの開発を行うことにした。XP-60Eの機体はXP-60BのエンジンをR-2800-10に換装することで用意された。
1943年1月27日、R-2800-53と二重反転プロペラを装備したXP-60Cが初飛行し、飛行特性は概ね良好であった。一方、XP-60Eは遅れて1943年5月26日に初飛行したが、これはXP-60Cに比べて重量が軽いためエンジンを30cm近く前方に移動する改修を行う必要が途中で判明したからである。
1943年4月、アメリカ陸軍航空軍は開発中の数種の戦闘機の比較評価を行い、最も性能が望めない機種の開発を中止することにした。この評価試験のためにカーチスはXP-60Eを供出するように指示されたが、XP-60Eはちょうど使用不能の状態であったので代わりに急遽調整されたXP-60Cがライト・パターソン飛行場(en:Wright-Patterson Air Force Base)で行われる試験に送られた。こうして評価試験は行われたものの、XP-60Cは様々な問題を抱えており、性能は貧弱であった。この結果、当初500機であった製造契約が2機にまで減らされ、実質的に陸軍航空軍から不採用の烙印を押されることになった。
1944年1月、XP-60Eはイグリン飛行場(en:Eglin Air Force Base)で公式の試験飛行が行われたが、同時期の戦闘機と比べて特に優れている点はないというテストパイロットの評価しか得ることができなかった。このような結果を受けてカーチスはP-60シリーズに対する作業の一切の中止を申し入れたが、陸軍は契約した2機のうち1機は完成させるように通達したため、もともとYP-60A-1-CUとして量産しようとしていたものをYP-60Eとして再設計することとなった。このYP-60EはエンジンをR-2800-18（出力約2,100hp）に換装し、ファストバック型のキャノピーをバブルキャノピーに改めた点がXP-60Eと異なっていた。YP-60Eは1944年7月13日に初飛行し、その後ライト・パターソン飛行場に送られたがそのまま放置された。YP-60Eは終戦後早々に民間に払い下げられてエアレース機に改造されたが、早々にテスト飛行中墜落して失われた。

## 各型
XP-53-CU
社内名称CW-88（モデル88）。XP-46の改良型で、層流翼でコンティネンタル製XIV-1430-3を搭載。1940年10月1日に契約されたが1941年11月にXP-60計画の為取り消される。2機製造され、1機はXP-60へと改造、もう1機は地上試験に使用された。
XP-60-CU
社内名称CW-90（モデル90）。ロールス・ロイス製マーリンMk.28を搭載して完成したXP-60シリーズの原型機。12.7mm機銃を8門搭載で、1941年9月18日に初飛行。XP-60Dへと改造。
XP-60A-CU
社内名称CW-95A（モデル95A）。B-14ターボ過給器を備えるアリソン製V-1710-75を搭載し、1942年11月に初飛行。最高速度は676km/hであった。1機製造され、XP-60Bへと改造。
P-60A-CU
XP-60A-CUの量産計画型。1900機が発注されたが、全てキャンセルされた。
YP-60A-1-CU
P-60A-1-CUの試作型。単プロペラ装備。26機が発注され、うち2機が完成。1機は改造されてXP-60E-CUとなった。
P-60A-1-CU
二重反転プロペラを装備する予定の型。プラット・アンド・ウィトニー製R-2800-10エンジンを搭載。12.7mm機銃を4門搭載。500機が発注されたが、製造前に全てキャンセルされた。
XP-60B-CU
社内名称CW-95B（モデル95B）。XP-60Aのターボチャージャーをライト製SU-504-1に換装した機体。12.7mm機銃を6門搭載。最終的にXP-60Eとして改修された。
XP-60C-CU
社内名称CW-95C（モデル95C）。二重反転プロペラで、プラット・アンド・ウィトニー製R-2800-53エンジンを搭載していたが、後々クライスラー製XIV-2220エンジンを搭載する予定だった。12.7mm機銃を6門搭載で、1943年1月に初飛行。最高速度は666km/hであった。1機製造。
XP-60D-CU
社内名称CW-90B（モデル90B）。XP-60にパッカード製V-1650-3エンジンを搭載した型。1943年5月6日に墜落。
XP-60E-CU
社内名称CW-95D（モデル95D）。XP-60Bより改造された。XP-60Cの二重反転プロペラを4翅プロペラに変更した仕様で、1943年5月に初飛行。最高速度は660km/hであった。試験途中で事故を起こした為破棄され、XP-60Cの機体が改修されて試験が継続された。
YP-60E-CU
名目上の量産型としてエンジンを若干強力なR-2800-18に換装し、バブルキャノピーを採用したYP-60A-1-CUの改良型。1944年7月15日に初飛行したが、12月22日にキャンセルされた。
XP-60F-CU
R-2800の異なるモデルでYP-60A-1を改造した型。改造前にキャンセルされた。

## 諸元

### XP-60C
- 乗員：1 名
- 全幅：12.60 m
- 全長：10.34 m
- 全高：3.76 m
- 翼面積：25.6 m2
- 空虚重量：3,945 kg
- 全備重量：4,892 kg
- エンジン：プラット・アンド・ホイットニー R-2800 （空冷星型エンジン、出力約2000hp）
- 最高速度：666 km/h
- 実用上昇限度：11,600 m
- 上昇力：1,186 m/分
- 武装：M2ブローニング12.7mm機銃×4

### XP-60E
- 全高：4.57 m
- 空虚重量：3,892 kg
- 全備重量：4,685 kg
- 最高速度：660 km/h (高度6160m)
- 実用上昇限度：11,580 m